# 嘉興藏
《嘉兴藏》，全称《明嘉兴楞严寺方册本大藏经》，又称《楞严寺藏》、《明本》、《万历藏》、《径山藏》，為一部非官方大藏經，也是第一部方冊大藏經。

## 历史
万历七年（1579年），嘉兴人袁了凡在云谷会参禅时，与幻余、法本二法师重新提出刻方册藏经之议。五台居士陆光祖于万历十二年（1584年）写就《摹刻书册大藏经缘起序》。万历十四年（1586年）秋，由紫柏真可、密藏道开、憨山德清等筹划，陆光祖和兴办义学的沙门担任校对。经费预定三万两，在十年内完成。
万历十七年（1587年），楞严寺紫柏真可大师首倡刻印于山西文殊菩萨化现之地——五台山妙德庵开雕方册藏经，一年内共刻500多卷。万历二十一年（1593年）刻印工程移至浙江余杭县的径山兴圣万寿禅寺和寂照庵内继续校刻。万历三十一年（1603年），真可被陷害入狱而死，德清流放到南海。刻经之事在陆光祖、冯梦桢、袁了凡等人的赞助下，分别在嘉兴、吴江、金坛、虞山等地照径山版的格式分担刻印。直到崇祯年间仍进度缓慢，直到清朝康熙十五年（1676年）嘉兴楞严寺完工，由嘉兴楞严寺集中经版印刷流通。统一收贮于径山寂照庵和化城寺，因而得名《径山藏》，而请印接洽及装订发售则在嘉兴楞严寺。康熙年间，将全部板片移于楞严寺与装订发售一并进行，世称《嘉兴藏》或称《楞严寺藏》、《万历藏》等。又因其是方形线装本，不同于其他木版大藏经的卷轴装和经折装，也称《方册大藏经》。

## 内容

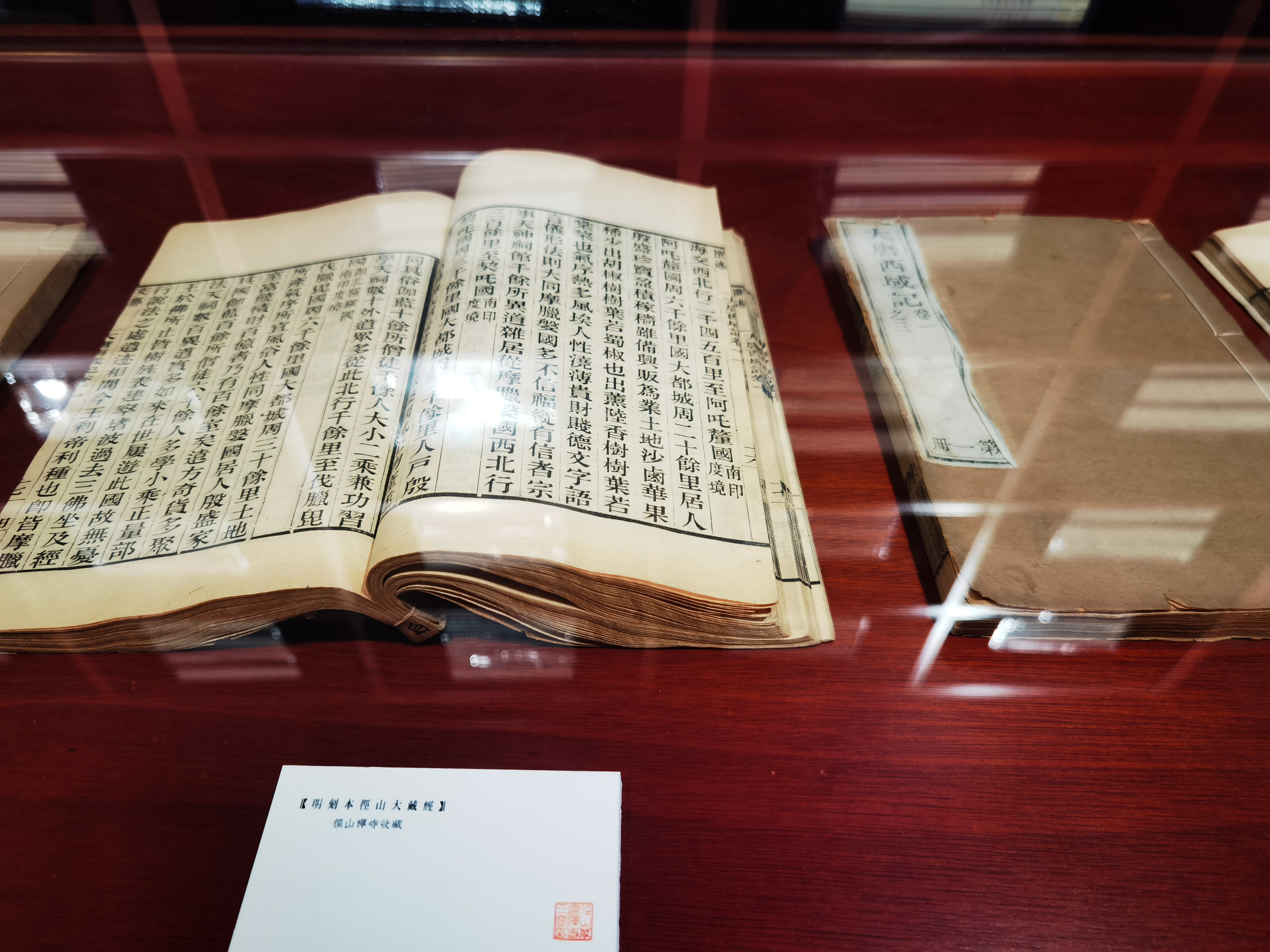
径山寺藏本收录《大唐西域记》

此大藏经初刻时每版两个半叶，每半叶10行，每行20字，以一寸梨木板双面雕造。正藏1654部，6956卷，千字文编号始于“天”终于“鱼”，有678函号，与南北藏数目相同，但改为方册线装本，每函可收3至4号，因此实际正藏只有210函。续函95函，又续函47函，均未编号。全藏共352函，2141部，12600余卷。康熙十六年（1677年）以后抽去续藏5函、又续藏4函，用于钱谦益等人著作，内容也略有变动，计343函，2090部，12600余卷。国家图书馆、北京佛教协会藏有全藏。
《嘉兴藏》收录的佛教典籍主要是明朝和清朝初期中国僧人和居士著述的，有600余种。该藏除了改变历来佛经沿用的折装式装帧为轻便的线装书册式外，主要是在《续藏》和《又续藏》中收集了大量的藏外著述，内容包括疏释、忏仪、语录等。与唐朝《开元释教录》、北宋《开宝藏》、金朝《赵城金藏》、元朝《元官版藏经》、明朝《洪武南藏》、《永乐北藏》、《永乐南藏》、清朝《乾隆大藏经》相比，《嘉兴藏》规模最为巨大，内容最为丰富，历来被认为是汉传佛教最完整的一部典籍。